# Umsatzmiete
Unter Umsatzmiete versteht man ein Mietmodell, bei dem die Miete eines Geschäftsraums an den Umsatz des Mieters gekoppelt ist. Anstatt einer festen Mietzahlung wird ein bestimmter Prozentsatz des erzielten Umsatzes als Miete an den Vermieter gezahlt. Dieses Modell findet häufig Anwendung im Einzelhandel und in der Gastronomie.

## Vorteile der Umsatzmiete
1. Flexibilität für den Mieter: Bei niedrigen Umsätzen sinkt auch die Miete, was finanzielle Belastungen reduziert.
2. Interesse des Vermieters am Geschäftserfolg: Der Vermieter hat ein starkes Interesse daran, dass der Mieter erfolgreich ist und unterstützt oft bei Marketingaktivitäten und anderen Maßnahmen zur Umsatzsteigerung.
3. Anpassung an Marktbedingungen: Die Mietzahlungen passen sich automatisch an wirtschaftliche Schwankungen an.

## Nachteile der Umsatzmiete
1. Schwankende Einnahmen für den Vermieter: Da die Miete vom Umsatz abhängt, kann das Einkommen des Vermieters stark variieren.
2. Potenzielle Streitigkeiten: Die Ermittlung des tatsächlichen Umsatzes kann zu Konflikten zwischen Mieter und Vermieter führen.
3. Verwaltungsaufwand: Es entsteht ein zusätzlicher Verwaltungsaufwand für beide Parteien, um die Umsätze korrekt zu erfassen und zu berichten.